# Fundação José Neves
A Fundação José Neves (FJN) é uma instituição sem fins lucrativos, criada em julho de 2018, no Porto, por José Neves, empreendedor e fundador da Farfetch. Esta instituição desenvolve a sua atividade nas áreas da Educação e das competências do futuro, tendo como missão auxiliar na transformação de Portugal numa Sociedade do Conhecimento e colocar o país na liderança do desenvolvimento humano. 

## Objetivos
A Fundação estabelece nos seus estatutos quatro áreas de atuação principais:
- Financiar a educação, promovendo o acesso generalizado à aprendizagem ao longo da vida, através da criação de soluções inovadoras disponíveis para todos aqueles que desejem prosseguir, ou retomar os estudos.
- Potenciar as competências do futuro, desenvolvendo as habilitações necessárias, apoiando as novas gerações e investindo na requalificação e na aprendizagem contínua para aqueles que já estão inseridos no mercado de trabalho.
- Projetar a educação do futuro, auxiliando o país a preparar-se para se tornar uma sociedade baseada no conhecimento, adaptando a aprendizagem à evolução e velocidade do futuro.
- Despertar a consciência individual, promovendo o equilíbrio entre as dimensões intelectual e espiritual do conhecimento, fortalecendo o aspeto humano, moral e ético do cidadão.

## Atividades
Para alcançar os seus objetivos, a Fundação José Neves aposta em programas e ferramentas práticas, como a plataforma Brighter Future, o programa ISA FJN e a aplicação 29k FJN, que permitem a qualquer cidadão encontrar soluções para continuar a aprender ao longo da vida e a promover o desenvolvimento pessoal.

### Brighter Future
O portal Brighter Future é uma fonte de conhecimento sobre Educação, Empregabilidade e Competências em Portugal. Permite a comparação e correlação de informações sobre cerca de cursos e formações, profissões e competências relevantes. Disponibiliza informações de qualidade para escolher um futuro com base em fatos, para tomar decisões conscientes e informadas sobre percursos educativos e profissionais, bem como perspetivas sobre temas relevantes, guias para auxiliar na tomada de decisões conscientes e um simulador de carreira que abrange as dimensões educativa, profissional e pessoal. Este portal tem como parceiros da FJN, o INE, o IEFP, a DGES, as Universidades do Minho e de Aveiro, bem como várias empresas tecnológicas.

### ISA FJN
O Income Share Agreement Fundação José Neves é um programa de bolsas reembolsáveis baseado no modelo de Acordo de Partilha de Rendimentos com o objetivo de apoiar os portugueses no acesso a cursos e formações que lhes permitam adquirir competências para os empregos do futuro, através do pagamento integral das propinas. Destinado a estudantes e a profissionais já inseridos no mercado de trabalho, o ISA FJN tem como objetivo ajudar no acesso a cursos e formações em áreas de maior procura.

### 29k FJN
O 29k FJN é um programa de desenvolvimento pessoal lançado com o intuito de fortalecer a saúde mental, o equilíbrio emocional e o bem-estar, visando potenciar o desenvolvimento pessoal de um milhão de portugueses. Este programa é totalmente digital e gratuito, oferecendo cursos, exercícios e meditações em português, acessíveis por intermédio de uma aplicação.

### Pacto Mais e Melhores Empregos para os Jovens
O Pacto surgiu na sequência do lançamento do Livro Branco, em dezembro de 2022, uma iniciativa da Fundação José Neves, do Observatório do Emprego Jovem e da Organização Internacional do Trabalho para Portugal, com o Alto Patrocínio de Sua Excelência o Presidente da República. O documento faz um diagnóstico sobre o emprego dos jovens em Portugal e a sua vulnerabilidade e aponta várias áreas de intervenção prioritárias para a criação de mais e melhores empregos para os jovens.

### Estado da Nação: Educação, Emprego e Competências
O relatório é o documento anual da Fundação com o objetivo de promover a discussão pública das debilidades e oportunidades da educação e do sistema de desenvolvimento de competências, de forma a permitir aos portugueses e aos agentes da educação, nomeadamente o Governo e as instituições de ensino, tomarem decisões com base em factos.

### Guias FJN
Estes guias fornecem informação e recomendações sobre educação, emprego, competências e desenvolvimento pessoal.